# Antonio de Bolòs y Vaireda
Antonio de Bolòs y Vaireda ( 1889 - 1975 ) fue un botánico y profesor español.
Intervino en numerosas campañas de recolección por Cataluña, Aragón y Valencia con el botánico Font Quer y con Antonio Sierra Ráfols (1919-1999).
Trabajó y llegó a director del "Instituto Botánico de Barcelona".

## Algunas publicaciones
- 1959. Nuevos datos para la historia de la familia Salvador. Publicac. de la Real Academia de Farmacia 3. Con Mariano Losa y España. Ed. Reial Acadèmia de Farmàcia de Barcelona. 65 pp.

- 1950. Vegetación de las comarcas barcelonesas. Descripción geobotánica y catálogo florístico según estudios efectuados por el propio autor y por Oriol de Bolos y Capdevila. Con Oriol de Bolòs y Capdevila. Barcelona: Instituto Español de Estudios Mediterráneos. 579 pp.

- La abreviatura «A.Bòlos» se emplea para indicar a Antonio de Bolòs y Vaireda como autoridad en la descripción y clasificación científica de los vegetales.[1]